# シゲベルト (ウェセックス王)
シゲベルト（古英語：SIGEBRYHT VVESTSEAXNA CYNING または 羅：SIGEBERYHT REX SAXONVM OCCIDENTALIVM)はウェセックスの王（在位：756年 - 757年）。

## 生涯
遠い親戚であった前王クスレッドより王位を継いだが、王としてふさわしくない行いをしたと評価は低い。権力を貴族たちの集会によって奪われたものの、ハンプシャーの統治権限を与えられ、かの地で人を殺め、追放し、虐殺を行ったと後世に悪く伝えられている。この事は当時のウェセックス王であったものの、彼がマーシア王エゼルバルドの支配下であった可能性を示唆している。兄弟であったキュネヘルドも追放したが、キュネヘルドは786年に帰還し、シゲベルトの跡を継いだキュネウルフを倒した。
シゲベルトは757年にキュネウルフにより廃位され、757年以降にピーターバラ近郊で羊飼いに刺殺されたといわれる。